# Dispositivo de assistência ventricular
Um dispositivo de assistência ventricular (do inglês ventricular assist device, VAD)  é um dispositivo para auxiliar a circulação, que assume parcial ou completamente a função de uma câmara defeituosa do coração. A função dos VADs é diferente da de marca-passos cardíacos artificiais. Alguns são para uso a curto prazo, geralmente para pacientes em recuperação de infarto do miocárdio e para pacientes em recuperação de cirurgia cardíaca. Alguns são para uso a longo prazo (meses, anos ou por toda a vida), normalmente para os pacientes que sofrem de insuficiência cardíaca congestiva avançada.
VADs são diferentes de corações artificiais, que são projetados para assumir todas as funções cardíacas, e geralmente requerem a remoção do coração do paciente. Além disso, VADs são projetados para ajudar o direito ventrículo esquerdo (do inglês right ventricular assist device, RVAD) ou do ventrículo esquerdo (do inglês left ventricular assist device, LVAD), ou para auxiliar ambos (BiVAD). O tipo de assistência ventricular dispositivo aplicado depende do tipo de male cardíaco. O LVAD é o mais utilizado, visto que o lado direito do coração, muitas vezes, é capaz de exercer suas funções. No entanto, se a resistência da artéria pulmonar, torna-se necessário também o uso do RVAD. Se ambos os ventrículos demandam auxílio, um BiVAD é normalmente escolhido, em vez do uso conjunto de LVAD e RVAD.
Normalmente, a longo prazo, a VAD é usada como ponte para transplante (do inglês bridge to transplantation, BTT), de modo a manter o paciente vivo durante a espera por um transplante de coração, até mesmo fora do hospital, em alguns casos.
Em alguns casos VAD também são usados como terapia de destinação (DT). Neste caso, o paciente não deve se submeter a um transplante de coração e um VAD será utilizado para o resto de sua vida.